# Evangelienharmonie
Eine Evangelienharmonie (lat. harmonia evangelica, harmonia evangeliorum), oder Diatessaron, versucht unter Berücksichtigung aller Daten über das Leben und Wirken Jesu, die in den vier kanonischen Evangelien genannt werden, eine einheitliche Lebens- und Wirkungsgeschichte Jesu zu erzählen. Eine literarische Weiterentwicklung fanden die Evangelienharmonien in den Messiaden in der Folge des 18. Jahrhunderts.
Mit einer Evangelienharmonie nicht zu verwechseln ist die parallele Anordnung der einzelnen Evangelien in separaten Spalten zur Vereinfachung des wissenschaftlichen Vergleichs, das als Synopse bezeichnet wird. 

## Diatessarondes Tatian

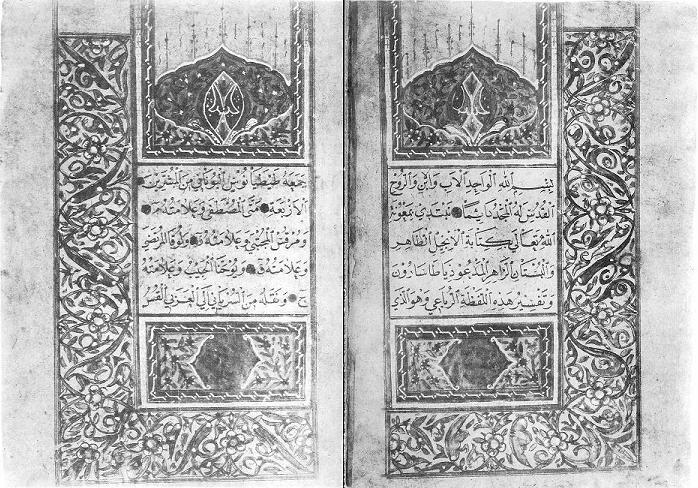
Arabischer Diatessaron, übersetzt von Abul Faraj Al Tayyib aus dem Syrischen ins Arabische, 11. Jahrhundert – abgelöst durch die Peschitta

Die bekannteste Evangelienharmonie der Antike, das Diatessaron (altgriechisch τὸ διὰ τεσσάρων „durch vier“, „aus vier“) verfasste um 170 Tatian. Sie war in syrischen Gemeinden als alleiniger Evangelientext gebräuchlich. Noch um die Mitte des 4. Jahrhunderts hat man sie in Edessa beim Gottesdienst benutzt. Später wurde sie – weniger wegen ihres eigenen Inhalts als wegen Tatians sonstiger Schriften – als ketzerisch verdammt, so dass der Bischof Theodoret um 400 in seinem Sprengel alle Exemplare konfiszieren und vernichten ließ. So ging das Diatessaron verloren. Wir kennen seinen Inhalt allerdings zum überwiegenden Teil auf Syrisch aus einem von Ephraem dazu verfassten Kommentar. Es hält sich an die Chronologie des Johannesevangeliums und beginnt mit dessen Anfangsworten. Das Diatessaron scheint mit dem Text der Evangelien relativ frei umgegangen zu sein, ist aber keine Paraphrase. Mit Ausnahme der beiden kaum harmonisierbaren Stammbäume Jesu scheint es sämtliche Passagen der vier Evangelien verarbeitet zu haben.
Die Ursprungssprache des Diatessarons ist unklar. Zumeist wird angenommen, dass Tatian es nach der Heimkehr aus Rom nach Syrien dort in Syrisch abgefasst hat. Ein Fragment aus Dura Europos ist in griechischer Sprache erhalten, grammatikalische Abweichungen zum griechischen NT-Text lassen jedoch eine Rückübersetzung vermuten. Eine syrische Textausgabe existiert nur in einem neuzeitlichen Rekonstruktionsversuch auf der Grundlage von Ephraems Diatessaronkommentar. 
Dieses Diatessaron wurde mehrfach übersetzt, so erschien es 544 in lateinischer, aber stark veränderter Ausgabe von Viktor von Capua. Diese wurde ihrerseits im 9. Jahrhundert im Kloster Fulda ins Althochdeutsche übersetzt (Althochdeutscher Tatian) – dies war die älteste deutsche Evangelienharmonie. Bedeutend sind auch eine arabische Übersetzung aus dem 9./10. Jahrhundert und eine mittelalterliche persische Übersetzung.

## Weitere Evangelienharmonien
Ein zweites Diatessaron bearbeitete Ammonios von Alexandria im 3. Jahrhundert, indem er das Evangelium nach  Matthäus zu Grunde legte und auf die anderen Evangelien durch Randbemerkungen verwies. Ammonios’ Werk war in griechischer Sprache abgefasst. Zur Zeit Konstantins des Großen (306–337) verfasste Juvencus eine Evangelienharmonie in etwa 3200 Hexametern, die sich ebenfalls hauptsächlich auf Matthäus stützt.
Selbständige harmonistische Arbeiten in deutscher Sprache sind das Evangelienbuch (Liber Evangeliorum) des Mönchs Otfrid von Weißenburg und der altsächsische Heliand, beide aus dem 9. Jahrhundert. Augustinus gab für derartige Bemühungen eine wissenschaftliche Direktive in seinem Werk De consensu evangelistarum. 
Im Jahr 1592 erschien die Evangelienharmonie des Gerhard Mercator. In ihr kombinierte der vor allem als Kartograf bekannte Universalgelehrte die Synopse mit der seit der Antike bekannten, klassischen Harmonie. Mercator versuchte das Jahr der Passion Christi als bisher fehlendes in der christlichen Zeitberechnung nachzuweisen.
Bestimmtere Grundsätze strebte man seit der Reformation an (u. a. Johannes Calvin, Martin Chemnitz). Damals wurde auch zuerst die Bezeichnung „Evangelienharmonie“ gebraucht, und zwar für die von Martin Chemnitz begonnene und von Johann Gerhard 1626/1627 vollendete Bearbeitung der vier Evangelien (Harmonia Evangelistarum).
Jakob Beringer, Vikar am Dom zu Speyer, veröffentlichte 1526 ein vollständiges Neues Testament in deutscher Sprache, in dem er aber die vier Evangelien zu einer Evangelienharmonie zusammengefasst hatte. Dabei lehnte er sich an die deutsche Übersetzung von Martin Luther an. 1529 und 1532 erschienen weitere Auflagen. 
Versuche, eine Chronologie des Lebens Jesu auf einer vor-aufgeklärten Grundlage zu schreiben, stammten auch vom lutherischen Reformator Andreas Osiander. Osiander argumentierte für eine harmonia evangeliorum, die keine Widersprüche zwischen den Textfassungen der vier Evangelien zur Chronologie des Leben Jesu zulässt. Dieses Argument erzwang jedoch die Behauptung, einige „offenbar parallele und identische Vorgänge“ seien nicht identisch, sondern mehrfach geschehen. Diese Auffassung wurde später zu Gunsten der Suche nach einem Evangelium aufgegeben, welches die tatsächliche Chronologie der Ereignisse am besten bewahrt habe.